# Thomas Ulimwengu
 (mai 2020).
Le contenu est difficilement compréhensible vu les erreurs de traduction, qui sont peut-être dues à l'utilisation d'un logiciel de traduction automatique.
Thomas Emanuel Ulimwengu (né le 14 juin 1993) est un attaquant de football tanzanien qui joue actuellement comme attaquant pour TP Mazembe dans la Ligue 1 et l'équipe nationale de football de Tanzanie.

## Palmarès
Avec : Al-Hilal Club
- Soudan Premier League

Champion : (1) 2018

## Carrière

### Carrière jeunesse
Ulimwengu a grandi à Dodoma, la capitale tanzanienne, où il a joué pour l'équipe locale du club Zone C. À l'âge de 14 ans, il a été sélectionné pour l'équipe U-17 de la région de Dodoma. Peu de temps après, il a été sélectionné dans le cadre d'une recherche de talents à l'échelle nationale pour rejoindre la première classe de la Tanzania Soccer Academy, un projet conjoint entre la Fédération tanzanienne de football et des investisseurs britanniques.
Ulimwengu a impressionné à l'académie de football et a rapidement été appelé dans l'équipe nationale de Tanzanie U-17. Il a été meilleur buteur du championnat CECAFA U-17 2009, dans lequel la Tanzanie a terminé 2e. Après ses bonnes performances en compétition, il a été régulièrement appelé par l'entraîneur Marcio Maximo pour s'entraîner avec l'équipe nationale senior, les Taifa Stars.

### Carrière de club senior
Lors de la saison 2009/2010 de Premier League en Tanzanie, Ulimwengu a joué en prêt pour Moro United. L'été suivant, il a représenté la Tanzanie au Championnat d'Afrique Copa Coca-Cola 2010 en Afrique du Sud  où il a marqué neuf buts en cinq matches.
En juillet 2010, Thomas a rejoint l'équipe suédoise de développement Athletic Football Club, avec qui il a participé à la Gothia Cup et à la Stockholm Cup. Il s'est entraîné avec le club pendant un an en attendant l'admissibilité à signer pour une équipe senior.
Après le 18e anniversaire d'Ulimwengu à l'été 2011, il y avait beaucoup de spéculations quant à l'endroit où il allait signer pour la saison de football 2011-2012, et l'attaquant était lié à un certain nombre de clubs dont le TP Mazembe en Super League de la RD Congo, l'AS Monaco en Ligue 1 et Hamburger SV en Bundesliga .
Le 31 août 2011, Ulimwengu a rejoint le quadruple champion d'Afrique le TP Mazembe de la RD Congo. Il a marqué un but lors de ses débuts au TP Mazembe, une victoire de 2 à 1 sur l'équipe congolaise Don Bosco.

### Carrière internationale
Ayant représenté la Tanzanie à plusieurs reprises aux niveaux U-17 et U-20, Ulimwengu a fait ses débuts seniors pour la Tanzanie en tant que remplaçant dans le match d'ouverture de la CECAFA Senior Challenge Cup contre la Zambie. Il a fait son premier départ pour l'équipe nationale lors du match suivant contre le Burundi, mais a subi une blessure lors de ce match et a dû s'asseoir le reste du tournoi. La Tanzanie a remporté le tournoi et a été championne du CECAFA en 2011.
Au printemps 2011, Ulimwengu est revenu de Suède pour rejoindre l'équipe olympique tanzanienne lors de leurs qualifications olympiques de 2012. Il a marqué des buts cruciaux à la fois lors de leur défaite 2-1 contre le Cameroun et de leur victoire 2-1 contre le Cameroun lors du match retour. La Tanzanie a éliminé le Cameroun aux tirs au but et a été éliminée contre le Nigéria pour son prochain match de qualification. En juin 2011, Ulimwengu a disputé les qualifications olympiques contre le Nigeria, médaillé d'argent aux Jeux olympiques de 2008. Il a marqué à la 85e minute du match pour mener la Tanzanie à une victoire 1-0. Mais la Tanzanie a perdu contre le Nigeria lors du match retour le 18 juin 2011 et a été éliminée des qualifications olympiques.
Depuis 2011, Ulimwengu est un membre clé de l'équipe nationale tanzanienne, jouant dans tous les matchs et tournois importants.
Ulimwengu a joué un rôle crucial dans la campagne de qualification de la Coupe du monde 2014, prometteuse mais finalement infructueuse. Il a marqué des buts critiques contre le Maroc et la Côte d'Ivoire. Il a ensuite remporté le prix "But de l'année" pour son but contre la Côte d'Ivoire aux Tanzanian Football Awards.

### Style de jeu
Thomas a été décrit comme un attaquant rapide, équilibré, très habile et puissant. Il possède un excellent contrôle du ballon et un bon positionnement, il est capable de battre les défenseurs dans des situations individuelles ainsi que de créer de l'espace pour ses coéquipiers. Il possède un superbe tir de n'importe quelle distance, une vision superbe et une fantastique capacité de passe et de dribble. Créant notamment des passes décisives pour un autre joueur Mbwana Samatta. Il a menacé la défense de l'équipe nationale marocaine de créer des passes décisives pour un autre attaquant Mbwana Samatta et d'avoir réussi à battre le Maroc 3-1 en 2014 lors des campagnes de qualification pour la coupe du monde à Dar-es-salaam en Tanzanie.

### Objectifs internationaux
Les scores et les résultats indiquent d'abord le total des buts de la Tanzanie.
| Non | Date             | Lieu                                           | Adversaire    | But  | Résultat | Compétition                                          |
| --- | ---------------- | ---------------------------------------------- | ------------- | ---- | -------- | ---------------------------------------------------- |
| 1.  | 29 novembre 2011 | Stade national, Dar es Salaam, Tanzanie        | Djibouti      | 1 –0 | 3–0      | Coupe CECAFA 2011                                    |
| 2.  | 24 mars 2013     | Stade national, Dar es Salaam, Tanzanie        | Maroc         | 1 –0 | 3–1      | Qualification pour la Coupe du Monde de la FIFA 2014 |
| 3.  | 16 juin 2013     | Stade national, Dar es Salaam, Tanzanie        | Côte d'Ivoire | 2 –2 | 2–4      | Qualification pour la Coupe du Monde de la FIFA 2014 |
| 4.  | 1er juin 2014    | Stade national des sports, Harare, Zimbabwe    | Zimbabwe      | 2 –1 | 2–2      | Qualification Coupe d'Afrique des Nations 2015       |
| 5.  | 12 octobre 2014  | Stade national, Dar es Salaam, Tanzanie        | Bénin         | 3 –0 | 4–1      | Amical                                               |
| 6.  | 16 novembre 2014 | Stade national de Somhlolo, Lobamba, Swaziland | Swaziland     | 1 –1 | 1–1      | Amical                                               |
| 7.  | 7 octobre 2015   | Stade national, Dar es Salaam, Tanzanie        | Malawi        | 2 –0 | 2-0      | Qualification pour la Coupe du Monde FIFA 2018       |

## Vie privée
Il réside actuellement en Suède.